# Antique Bakery
Antique Bakery (西洋 骨董 洋菓子店 Seiyō Kottō Yōgashiten?, "Western Antique Cake-Shop") es una exitosa serie manga de tipo Shōnen-ai, escrita e ilustrada por la autora Fumi Yoshinaga. Serializado en la revista Wings, publicada por la editora Shinshokan entre 1999 y 2002, donde alcanzó cuatro compilaciones Tankōbon.
Recibió en 2002 el premio de manga Kodansha como mejor serie Shōjo. Además obtuvo licencia para su publicación en inglés por medio de Digital Manga Publishing.

## Sinopsis
Cuatro hombres se unen para montar un café, llamado Antique, donde se celebran los pequeños placeres de la vida tales como los pasteles. Tachibana, el propietario/administrador de Antique, abre la pastelería con la asistencia financiera de su familia acomodada, a pesar de que él no tiene mucho gusto por los dulces. Yuusuke es un talentoso chef pastelero armado con un encanto seductor, Chikage es un amigo de la infancia de Tachibana que tiene un tipo de relación con Yuusuke y Eiji es un joven boxeador cuya jubilación forzosa de los rings lo lleva a una nueva carrera como aprendiz de pastelero.

## Adaptaciones
Con diferentes enfoques, alguno de los cuales minimiza o elimina el componente Yaoi de la trama, la serie ha tenido varias adaptaciones audiovisuales siendo la primera de ella, bajo el nombre Antique con dirección de Motohiro Katsuyuki y Hanejuu Eiichiro, un dorama de 11 episodios emitido en Fuji Television entre octubre y diciembre de 2001.
El estudio de animación Nippon Animation (posteriormente Shirogumi) realizó un anime de 12 episodios titulado Antique Bakery emitidos en Japón entre el 3 de julio y el 18 de septiembre del 2008 en la cadena Fuji Television en su bloque noitaminA.
En Corea del Sur se estrenó en 2008 una película dirigida por Kyu-dong Min, titulada Antique Bakery Seoyang-goldong-yanggwajajeom Aentikeu, protagonizada por Ju Ji-Hoon, Kim Jae-Wook, Yoo Ah-in y Ji-ho Choi.
Finalmente GMMTV estrenó en 2021 una serie BL tailandesa, dirigida por Poy Pannares Ruchirananta, titulada Baker Boys.

## Temas musicales
- Life Goes On por Chemistry